# Vestenbergsgreuth
Vestenbergsgreuth er en købstad (markt) i Landkreis Erlangen-Höchstadt i Regierungsbezirk Mittelfranken i den tyske delstat Bayern. Den er en del af Verwaltungsgemeinschaft Höchstadt an der Aisch.

## Geografi
Vestenbergsgreuth ligger i Industrieregion Mittelfranken. Den omfatter de tidligere selvstændige kommuner Kleinweisach, Frickenhöchstadt, Dutendorf , Frimmersdorf og Vestenbergsgreuth.

Der er 14 landsbyer og bebyggelser: Burgweisach, Dietersdorf, Dutendorf, Frickenhöchstädt, Frimmersdorf, Hermersdorf, Kienfeld, Kleinweisach, Oberwinterbach, Ochsenschenkel, Pretzdorf, Unterwinterbach, Vestenbergsgreuth, Weickersdorf.
Nabokommuner er (med uret fra nord):

Schlüsselfeld, Wachenroth, Lonnerstadt, Uehlfeld, Münchsteinach, Markt Taschendorf, Burghaslach.
I et skovbryn 600m vest for landsbyen Ochsenschenkel ligger det geografiske centrum af Franken